# Klockgölen
Klockgölen är en sjö i Vaggeryds kommun i Småland och ingår i Lagans huvudavrinningsområde. Sjön är 7,6 meter djup, har en yta på 0,019 kvadratkilometer och befinner sig 185 meter över havet.